# Slay-Z
Slay-Z – drugi mixtape amerykańskiej raperki Azealii Banks, wydany niezależnie 24 marca 2016 roku w internetowych serwisach muzycznych. 7 lipca 2017 album został wydany ponownie, tym razem pod nadzorem własnej wytwórni Banks, Chaos & Glory Recordings.
Tytuł Slay-Z miał być hołdem dla rapera Jay-Z. Utwór "Can't Do It like Me", który znalazł się na mixtape, miał oryginalnie zostać wykonany przez piosenkarkę Rihannę. Na albumie z Banks współpracują m.in. elektropopowe duo Nina Sky oraz raper Rick Ross, którego zwrotka w piosence "Big Talk" miała pierwotnie znaleźć się na singlu "Ice Princess".

## Lista utworów
1. "Riot" (gośc. Nina Sky) (Azealia Banks, Nina Sky, Leah Hayes, Slim) – 3:38
2. "Skylar Diggins" (Banks, Slim, Telli) – 3:17
3. "Big Talk" (gośc. Rick Ross) (Banks, Rick Ross, Vyle DJ Yamez) – 2:44
4. "Can't Do It like Me" (Banks, Jonathan, Harris, Benga Coki) – 2:44
5. "The Big Big Beat" (Banks, Harris, Jack Fuller, An Expresso) – 3:36
6. "Used to Being Alone" (Banks, Fuller, Tony Igy) – 2:39
7. "Queen of Clubs" (Banks, Jamie Iovine, Slim) – 4:29
8. "Along the Coast" (Banks, Fuller, Kaytranada) – 3:12
9. "Crown" (Banks, Lunice) – 3:44[a][7]